# Milan Džavoronok
Milan Džavoronok (* 1. November 1961 in Rokycany) ist ein ehemaliger tschechischer Beachvolleyballspieler.

## Karriere
Džavoronok spielte bei der Europameisterschaft 1995 mit Václav Fikar und unterlag erst im Finale gegen die Niederländer Marko Klok und Michiel van der Kuip.
Ab 1997 spielte Džavoronok mit Marek Pakosta. Das neue Duo kam bei der Weltmeisterschaft in Los Angeles nicht über den geteilten letzten Platz hinaus. Zwei Jahre später erreichte Džavoronok mit Igor Stejskal bei der WM in Marseille Rang 33. Anschließend trat er bei der Europameisterschaft in Palma wieder mit Pakosta an und wurde Neunter. Im nächsten Jahr beendete er seine internationale Karriere.